# Солине (Сали)
Солине (хорв. Soline) — населений пункт у Хорватії, в Задарській жупанії у складі громади Сали.

## Населення
Населення за даними перепису 2011 року становило 38 осіб.
Динаміка чисельності населення поселення:

## Клімат
Середня річна температура становить 15,57 °C, середня максимальна – 26,40 °C, а середня мінімальна – 3,89 °C. Середня річна кількість опадів – 842 мм.
| Клімат поселення                              | Клімат поселення | Клімат поселення | Клімат поселення | Клімат поселення | Клімат поселення | Клімат поселення | Клімат поселення | Клімат поселення | Клімат поселення | Клімат поселення | Клімат поселення | Клімат поселення | Клімат поселення |
| Показник                                      | Січ.             | Лют.             | Бер.             | Квіт.            | Трав.            | Черв.            | Лип.             | Серп.            | Вер.             | Жовт.            | Лист.            | Груд.            |                  |
| Середній максимум, °C                         | 12,43            | 12,28            | 13,84            | 17,06            | 22,16            | 26,33            | 26,40            | 26,19            | 21,72            | 18,62            | 14,69            | 11,46            |                  |
| Середня температура, °C                       | 8,25             | 8,08             | 9,65             | 12,87            | 17,96            | 22,16            | 24,55            | 24,32            | 19,85            | 16,76            | 12,84            | 9,59             |                  |
| Середній мінімум, °C                          | 4,04             | 3,89             | 5,47             | 8,69             | 13,79            | 17,96            | 22,69            | 22,48            | 17,99            | 14,89            | 10,97            | 7,73             |                  |
| Норма опадів, мм                              | 71               | 60               | 61               | 64               | 59               | 54               | 29               | 50               | 95               | 105              | 104              | 90               |                  |
| Середньомісячна швидкість вітру, м/с          | 3.02             | 3.14             | 3.29             | 3.12             | 2.72             | 2.56             | 2.53             | 2.45             | 2.66             | 2.83             | 3.43             | 3.29             |                  |
| Середньомісячна сонячна радіація, кДж/м²·день | 4977             | 7762             | 11454            | 16330            | 20810            | 22843            | 24608            | 21270            | 15578            | 9936             | 5408             | 4228             |                  |
| --------------------------------------------- | ---------------- | ---------------- | ---------------- | ---------------- | ---------------- | ---------------- | ---------------- | ---------------- | ---------------- | ---------------- | ---------------- | ---------------- | ---------------- |
| Джерело:                                      |                  |                  |                  |                  |                  |                  |                  |                  |                  |                  |                  |                  |                  |